# ProFTPd
ProFTPd es un servidor FTP. Se promociona desde su página web como estable y seguro, cuando se configura correctamente. El servidor ProFTPd se promociona a sí mismo como un "Software servidor FTP altamente configurable con licencia GPL" ("Highly configurable GPL-licensed FTP server software").
Los promotores dicen que ProFTPd está bien documentado, y la mayoría de configuraciones serán muy parecidas a aquellas que aparecen en las configuraciones de ejemplo. ProFTPd usa un único fichero de configuración "/etc/proftpd.conf". El fichero de configuración es muy similar al que tiene Apache. Puede ser fácilmente configurado como múltiples servidores FTP virtuales, y tiene capacidades para ser enjaulado dependiendo del sistema de archivos que haya por debajo. Puede ejecutarse con un demonio propio o como un servicio más de inetd. Es capaz de trabajar sobre IPv6.
Su diseño es modular, lo que permite escribir extensiones como cifrado SSL/TLS, RADIUS, LDAP o SQL como módulos.

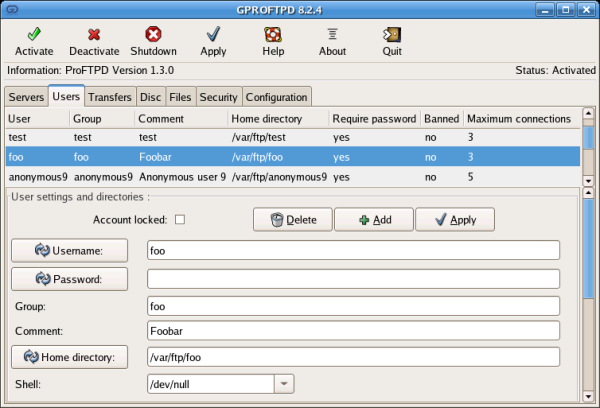
Screenshot of GAdmin-ProFTPD showing the user administration tab.

## Compatibilidad
Funciona sobre los siguientes sistemas operativos y emuladores:
- AIX
- BSD/OS
- Cygwin
- DG/UX
- Digital Unix
- FreeBSD
- HP-UX
- IRIX
- Linux for IBM S/390
- WSL
- zSeries
- Linux
- Mac OS X
- NetBSD
- OpenBSD
- SCO Unix
- Solaris
- SunOS
- Gentoo

Pero no está soportado directamente sobre plataformas Microsoft Windows.